# Mademoiselle Navarro
Pour les articles homonymes, voir Navarro (homonymie).
Mademoiselle Navarro est un téléfilm français de 105 minutes, réalisé par Jean Sagols, diffusé le 16 mai 2005 sur TF1 et rediffusée sur IDF1, 13e rue, D8, Jimmy, TMC puis sur Chérie 25.

## Synopsis
Yolande, la fille du commissaire Navarro, plaide son premier procès. La fille du commissaire gagne haut la main. Son client est innocenté malgré l'acharnement du lieutenant Garrel. Heureuse du devoir accompli, elle quitte le Palais pour l'étude de maître Rossi, son patron, où ses collègues lui réservent une petite fête. Pas le temps de savourer les petits fours, Rossi lui demande de défendre Arno Loffeur, le fils adoptif de Maxime Chassignol, restaurateur célèbre. Yolande retrouve sa mère qui était malade et qui mourra 3 mois plus tard.

## Fiche technique
- Réalisation : Jean Sagols
- Production : Jean-Luc Azoulay
- Directeur de Production : Stephane Bourgine

## Distribution
- Emmanuelle Boidron : Yolande Navarro
- Mathieu Delarive : Pascal Bonenfant
- Arthur Jugnot : Arno Loffeur
- Jacques Spiesser : Maxime Chassignol
- Jean Dalric : Maître Rossi
- Roger Hanin : Le commissaire Navarro
- Jean-Claude Caron : Borelli
- Barbara Kelsch : Judith Favier
- Frédéric Amico : Martin Delestaque
- Justine Bruneau de la Salle : Elise
- Hugues Boucher : Philippe Goudes
- Marie-Hélène Lentini : Mlle Rame
- Fabrice Deville : Le lieutenant Garrel
- Laurence Guerre : Gisèle Martini
- Cécile Brams
- Jamal Djabou : Gardé à vue
- Arnaud Klein : Le greffier

## Commentaires
- Ce téléfilm est l'épisode pilote d'une série dérivée mais les audiences n'étant pas au rendez-vous, le projet a été abandonné.